# El Pozole, Rosario
El Pozole är en ort i Mexiko.   Den ligger i kommunen Rosario och delstaten Sinaloa, i den centrala delen av landet, 800 km nordväst om huvudstaden Mexico City. El Pozole ligger 16 meter över havet och antalet invånare är 1 971.
Terrängen runt El Pozole är platt, och sluttar söderut. Runt El Pozole är det glesbefolkat, med 15 invånare per kvadratkilometer. Närmaste större samhälle är Escuinapa de Hidalgo, 16,8 km sydost om El Pozole. Omgivningarna runt El Pozole är en mosaik av jordbruksmark och naturlig växtlighet.